# Ašinieku purvs
Ašinieku purvs är en sumpmark i Lettland.   Den ligger i Preiļi kommun, i den sydöstra delen av landet, 160 km sydost om huvudstaden Riga.